# Latisha Chan
Latisha Chan, wcześniej znana jako Chan Yung-jan (chiń. upr. 詹咏然; chiń. trad. 詹詠然; pinyin Zhān Yǒngrán; ur. 17 sierpnia 1989 w Tajpej) – tajwańska tenisistka, zwyciężczyni US Open 2017 w grze podwójnej oraz French Open 2018 i 2019 i Wimbledonu 2019 w grze mieszanej, finalistka Australian Open 2007 i 2015 oraz US Open 2007 w grze podwójnej oraz Australian Open 2011 w grze mieszanej, liderka rankingu WTA deblistek od 23 października 2017 do 10 czerwca 2018 i ponownie w dniach 13–19 sierpnia 2018, medalistka uniwersjady oraz igrzysk azjatyckich, reprezentantka w Pucharze Federacji, starsza siostra Chan Hao-ching.

## Kariera tenisowa
Praworęczna zawodniczka o oburęcznym backhandzie, treningi tenisowe rozpoczęła w wieku 6 lat pod kierunkiem ojca. Może pochwalić się znaczącymi sukcesami w gronie juniorek, przede wszystkim wygraną w juniorskim Australian Open 2004 w deblu w parze z Chinką Sun Shengnan (w finale pokonały parę czeski duet Veronika Chvojková–Nicole Vaidišová). Była również m.in. w półfinale juniorskiego French Open 2006, w którym przegrała z Anastasiją Pawluczenkową. Niezależnie od występów w gronie juniorek, od sierpnia 2004 startuje jako tenisistka zawodowa, a w głównym cyklu rozgrywek WTA Tour debiutowała rok później; przeszła wówczas eliminacje do US Open, ale odpadła w I rundzie z rozstawioną z numerem ósmym Amerykanką Sereną Williams. W mniej prestiżowych rozgrywkach ITF Circuit od 2004 wygrała siedemnaście turniejów w grze pojedynczej i osiemnaście w deblowej.
W październiku 2006 na turnieju Japan Open po raz pierwszy wystąpiła w półfinale turnieju rangi WTA Tour, pokonując m.in. wysoko rozstawioną reprezentantkę gospodarzy Ai Sugiyamę. Wynik ten pozwolił jej na awans do czołowej setki rankingu światowego, na koniec sezonu 2006 zajmowała 73. miejsce.
W parze z o kilka lat starszą rodaczką Chuang Chia-jung odniosła w 2005 pierwsze deblowe zwycięstwo turniejowe (Seul). Ta sama para doszła do finału Japan Open 2006, a w 2007 roku do finału wielkoszlemowych Australian Open i US Open. Ponadto Chan osiągnęła także finał wielkoszlemowego Australian Open 2015, a także zwyciężyła w 2017 roku na kortach US Open.

## Historia występów wielkoszlemowych
Legenda
     W, wygrany turniej
     F, przegrana w finale
     SF, przegrana w półfinale
     QF, przegrana w ćwierćfinale
     xR, przegrana w x rundzie
     Qx, przegrana w x rundzie eliminacji
     A, brak startu
     NH, turniej nie odbył się

### Występy w grze pojedynczej
| Australian Open          | A   | A   | A  | 1R | 1R | 2R | 1R  | A   | A   | 2R  | 1R  | Q1  | 0 / 6  | 2 – 6  |  |  |  |  |  |  |  |  |  |  |  |  |
| French Open              | A   | A   | A  | 1R | 1R | A  | 1R  | 3R  | 2R  | A   | A   | Q2  | 0 / 5  | 3 – 5  |  |  |  |  |  |  |  |  |  |  |  |  |
| Wimbledon                | A   | A   | 1R | 1R | 1R | 1R | 2R  | Q1  | Q1  | A   | A   | A   | 0 / 5  | 1 – 5  |  |  |  |  |  |  |  |  |  |  |  |  |
| US Open                  | A   | 1R  | 1R | 1R | 2R | Q3 | 3R  | 1R  | Q3  | Q2  | 1R  | Q2  | 0 / 7  | 3 – 7  |  |  |  |  |  |  |  |  |  |  |  |  |
|                          |     |     |    |    |    |    |     |     |     |     |     |     |        |        |  |  |  |  |  |  |  |  |  |  |  |  |
| Ranking na koniec sezonu | 489 | 219 | 96 | 67 | 68 | 94 | 109 | 132 | 106 | 248 | 212 | 406 | 0 / 23 | 9 – 23 |  |  |  |  |  |  |  |  |  |  |  |  |

### Występy w grze podwójnej
| Australian Open          | A   | A   | A   | F  | 3R | 1R | 3R | 3R | A  | 1R | 1R | F  | QF | 1R | QF | QF | SF | 1R | A   | 2R | A   | 0 / 15 | 30 – 15 |  |  |  |
| French Open              | A   | A   | A   | QF | QF | A  | 3R | 3R | 3R | A  | 2R | 3R | QF | SF | 2R | 2R | A  | 3R | 3R  | QF | A   | 0 / 14 | 30 – 14 |  |  |  |
| Wimbledon                | A   | A   | A   | 3R | 1R | 1R | 1R | 2R | 1R | A  | 1R | 1R | 2R | QF | 2R | 3R | NH | QF | 1R  | 2R | A   | 0 / 15 | 14 – 15 |  |  |  |
| US Open                  | A   | A   | A   | F  | 1R | 2R | SF | 1R | 1R | 1R | 2R | QF | 2R | W  | 2R | 2R | A  | A  | 1R  | 2R |     | 1 / 15 | 24 – 14 |  |  |  |
|                          |     |     |     |    |    |    |    |    |    |    |    |    |    |    |    |    |    |    |     |    |     |        |         |  |  |  |
| Ranking na koniec sezonu | 373 | 148 | 119 | 8  | 17 | 52 | 18 | 42 | 72 | 98 | 36 | 7  | 12 | 1  | 21 | 15 | 15 | 32 | 112 | 30 | 595 | 1 / 59 | 98 – 58 |  |  |  |

### Występy w grze mieszanej
| Australian Open | A | A | A | A  | QF | A | A  | F  | A | A  | A  | 1R | QF | 2R | 2R | 1R | QF | 1R | A  | 1R | A | 0 / 10 | 12 – 10 |  |  |  |
| French Open     | A | A | A | 1R | 1R | A | 2R | 2R | A | A  | A  | QF | QF | 1R | W  | W  | NH | 1R | A  | 1R | A | 2 / 11 | 16 – 9  |  |  |  |
| Wimbledon       | A | A | A | 3R | 3R | A | QF | SF | A | A  | 1R | 2R | 3R | A  | QF | W  | NH | QF | 2R | QF | A | 1 / 12 | 19 – 10 |  |  |  |
| US Open         | A | A | A | 2R | 1R | A | QF | 2R | A | 2R | SF | SF | SF | 2R | 2R | SF | NH | A  | A  | 1R | A | 0 / 12 | 19 – 11 |  |  |  |
|                 |   |   |   |    |    |   |    |    |   |    |    |    |    |    |    |    |    |    |    |    |   |        |         |  |  |  |
|                 |   |   |   |    |    |   |    |    |   |    |    |    |    |    |    |    |    |    |    |    |   | 3 / 45 | 66 – 40 |  |  |  |

## Finały turniejów WTA
| Legenda                     | Legenda |
| --------------------------- | ------- |
| Wielki Szlem                |         |
| Igrzyska olimpijskie        |         |
| WTA Tour Championships      |         |
| 1988 – 2008                 |         |
| Kategoria I                 |         |
| Kategoria II                |         |
| Kategoria III               |         |
| Kategoria IV                |         |
| Kategoria V                 |         |
| 2009 – 2020                 |         |
| WTA Premier Mandatory       |         |
| WTA Premier 5               |         |
| WTA Premier                 |         |
| WTA International Series    |         |
| WTA 125K series (2012–2020) |         |
| od 2021                     |         |
| WTA 1000 (obowiązkowe)      |         |
| WTA 1000 (nieobowiązkowe)   |         |
| WTA 500                     |         |
| WTA 250                     |         |
| WTA 125                     |         |

### Gra pojedyncza 1 (0–1)
| Końcowy wynik | Nr | Data                 | Turniej | Nawierzchnia | Przeciwniczka   | Wynik finału |
| ------------- | -- | -------------------- | ------- | ------------ | --------------- | ------------ |
| Finalistka    | 1. | 20 października 2007 | Bangkok | Twarda       | Flavia Pennetta | 1:6, 3:6     |

### Gra mieszana 4 (3–1)
| Końcowy wynik | Nr | Data             | Turniej         | Nawierzchnia | Partner     | Przeciwnicy                       | Wynik finału      |
| ------------- | -- | ---------------- | --------------- | ------------ | ----------- | --------------------------------- | ----------------- |
| Finalistka    | 1. | 29 stycznia 2011 | Australian Open | Twarda       | Paul Hanley | Katarina Srebotnik Daniel Nestor  | 3:6, 6:3, 7–10    |
| Zwyciężczyni  | 1. | 7 czerwca 2018   | French Open     | Ceglana      | Ivan Dodig  | Gabriela Dabrowski Mate Pavić     | 6:1, 6:7(5), 10–8 |
| Zwyciężczyni  | 2. | 7 czerwca 2019   | French Open     | Ceglana      | Ivan Dodig  | Gabriela Dabrowski Mate Pavić     | 6:1, 7:6(5)       |
| Zwyciężczyni  | 3. | 14 lipca 2019    | Wimbledon       | Trawiasta    | Ivan Dodig  | Jeļena Ostapenko Robert Lindstedt | 6:2, 6:3          |

## Finały turniejów WTA 125K series

### Gra pojedyncza 1 (0–1)
| Końcowy wynik | Nr | Data             | Turniej | Nawierzchnia    | Przeciwniczka      | Wynik finału  |
| ------------- | -- | ---------------- | ------- | --------------- | ------------------ | ------------- |
| Finalistka    | 1. | 9 listopada 2014 | Tajpej  | Dywanowa (hala) | Witalija Djaczenko | 6:1, 2:6, 4:6 |

### Gra podwójna 2 (2–0)
| Końcowy wynik | Nr | Data             | Turniej | Nawierzchnia    | Partnerka      | Przeciwniczki                       | Wynik finału |
| ------------- | -- | ---------------- | ------- | --------------- | -------------- | ----------------------------------- | ------------ |
| Zwyciężczyni  | 1. | 27 września 2013 | Ningbo  | Twarda          | Zhang Shuai    | Iryna Buriaczok Oksana Kalasznikowa | 6:2, 6:1     |
| Zwyciężczyni  | 2. | 9 listopada 2014 | Tajpej  | Dywanowa (hala) | Chan Hao-ching | Chang Kai-chen Chuang Chia-jung     | 6:4, 6:3     |

## Występy w Turnieju Mistrzyń

### W grze podwójnej
| Rok  | Rezultat     | Partnerka        | Przeciwniczki                                                                                  | Wynik                               |
| 2007 | Półfinał     | Chuang Chia-jung | Katarina Srebotnik Ai Sugiyama                                                                 | 2:6, 2:6                            |
| 2015 | Półfinał     | Chan Hao-ching   | Martina Hingis Sania Mirza                                                                     | 4:6, 2:6                            |
| 2016 | Ćwierćfinał  | Chan Hao-ching   | Martina Hingis Sania Mirza                                                                     | 6:7(10), 5:7                        |
| 2017 | Półfinał     | Martina Hingis   | Tímea Babos Andrea Hlaváčková                                                                  | 4:6, 6:7(5)                         |
| 2019 | Faza grupowa | Chan Hao-ching   | Tímea Babos Kristina Mladenovic Elise Mertens Aryna Sabalenka Anna-Lena Grönefeld Demi Schuurs | 2:6, 7:5, 6–10 6:7(5), 4:6 2:6, 4:6 |

## Występy w igrzyskach olimpijskich

### Gra pojedyncza
| Runda                                                                             | Przeciwniczka                   | Wynik       |  |
| --------------------------------------------------------------------------------- | ------------------------------- | ----------- |  |
|                                                                                   |                                 |             |  |
| Letnie Igrzyska Olimpijskie w Pekinie 2008, reprezentując państwo Chińskie Tajpej |                                 |             |  |
| I runda                                                                           | Polska: Agnieszka Radwańska [8] | 1:6, 6:7(6) |  |

### Gra podwójna
| Runda                                                                                    | Partnerka            | Przeciwniczki                                       | Wynik               |
| ---------------------------------------------------------------------------------------- | -------------------- | --------------------------------------------------- | ------------------- |
|                                                                                          |                      |                                                     |                     |
| Letnie Igrzyska Olimpijskie w Pekinie 2008, reprezentując państwo Chińskie Tajpej        |                      |                                                     |                     |
| I runda                                                                                  | Chuang Chia-jung [3] | Francja: Alizé Cornet / Virginie Razzano            | 7:6(2), 6:7(3), 7:5 |
| II runda                                                                                 | Chuang Chia-jung [3] | Włochy: Flavia Pennetta / Francesca Schiavone       | 6:7(1), 6:1, 6:8    |
|                                                                                          |                      |                                                     |                     |
| Letnie Igrzyska Olimpijskie w Rio de Janeiro 2016, reprezentując państwo Chińskie Tajpej |                      |                                                     |                     |
| I runda                                                                                  | Chan Hao-ching [3]   | Rumunia: Irina-Camelia Begu / Monica Niculescu      | 5:7, 6:4, 6:3       |
| II runda                                                                                 | Chan Hao-ching [3]   | Wielka Brytania: Johanna Konta / Heather Watson     | 3:6, 6:0, 6:4       |
| Ćwierćfinał                                                                              | Chan Hao-ching [3]   | Szwajcaria: Timea Bacsinszky / Martina Hingis [5]   | 3:6, 0:6            |
|                                                                                          |                      |                                                     |                     |
| Letnie Igrzyska Olimpijskie w Tokio 2020, reprezentując państwo Chińskie Tajpej          |                      |                                                     |                     |
| I runda                                                                                  | Chan Hao-ching [5]   | Rumunia: Monica Niculescu / Raluca Olaru            | 5:7, 6:1, 6–10      |
|                                                                                          |                      |                                                     |                     |
| Letnie Igrzyska Olimpijskie w Paryżu 2024, reprezentując państwo Chińskie Tajpej         |                      |                                                     |                     |
| I runda                                                                                  | Chan Hao-ching [PR]  | Czechy: Barbora Krejčíková / Kateřina Siniaková [2] | 4:6, 0:6            |

## Finały juniorskich turniejów wielkoszlemowych

### Gra podwójna (1)
| Końcowy wynik | Rok  | Turniej         | Nawierzchnia | Partnerka    | Przeciwniczki                       | Wynik finału |
| Zwyciężczyni  | 2004 | Australian Open | Twarda       | Sun Shengnan | Veronika Chvojková Nicole Vaidišová | 7:5, 6:3     |